# Max-Planck-Gesellschaft
De Max-Planck-Gesellschaft zur Förderung der Wissenschaften e.V. (afgekort MPG) is een internationaal vooraanstaande Duitse onafhankelijke organisatie voor wetenschappelijk onderzoek dat niet aan universiteiten en hogescholen kan worden verricht, met een zwaartepunt in natuurkunde. Ze werd in 1948 opgericht als opvolger van de Kaiser-Wilhelm-Gesellschaft en werd genoemd naar de Duitse natuurkundige Max Planck. De hoofdzetel is in Berlijn en de Generalverwaltung, de directie van de MPG, is gevestigd in München.
De Max-Planck-Gesellschaft werkt bij het opzetten van onderzoeksprojekten volgens de bijzondere regel dat men overal op de wereld naar iemand zoekt met een bijzonder scherpe geest en om deze persoon een instituut bouwt, het Harnack-principe genoemd, naar degeen die het heeft bedacht, de eerste president van de Kaiser-Wilhelm-Geselschaft, Adolf von Harnack.
De Max-Planck-Gesellschaft heeft 85 instituten voor verschillende wetenschappelijke disciplines, de Max Planck Instituten (MPI), waarvan de meeste zich in Duitsland bevinden. In Nederland zijn twee MPI gevestigd: het Max Planck Instituut voor Psycholinguïstiek in Nijmegen en het Max Planck Instituut voor Complexe Vloeistofdynamica in Enschede. Ook de Bibliotheca Hertziana, een kunsthistorisch instituut in Rome, en het Kunsthistorisches Institut te Florence zijn vestigingen buiten Duitsland. Bij de verschillende instituten van de organisatie zijn zo'n ruim 20.000 mensen werkzaam.
Elke zeven jaar onderzoekt de Max-Planck-Gesellschaft of de verschillende instituten belangrijke resultaten hebben behaald, nog voldoende potentieel hebben en voortzetting verdienen. In de loop der jaren is een klein aantal instituten op deze manier opgeheven.
In 1999 en 2006 was het Max-Planck-Institut für biophysikalische Chemie te Göttingen nauw betrokken bij projecten die de Duitse Toekomstprijs ontvingen.

## Kritiek
In 2022 verscheen een promotieonderzoek van de hand van de Duitse wetenschapshistorica Birgit Kolboske, werkzaam bij het Max-Planck-Institut für Wissenschaftsgeschichte, waarin aannemelijk wordt gemaakt dat het Harnack-Principe en de daarbij horende strikt hiërarchische opbouw, in de onderzochte periode (1948-1998) een sterke remmende werking heeft gehad op de instroom van vrouwen bij het onderzoeksinstituut. Van 691 onderzoeksplaatsen waren er in totaal 13 door vrouwen bezet. Het gerenommeerde instituut is ook anno 2020 hekkensluiter op dit punt.